# 小白獅
《小獅王》原本是日本漫畫家手塚治虫在1950年至1954年創作的漫畫作品。富士電視台在1965年根據手塚治虫原作漫畫改編首次電視動畫化，於1965年10月6日～1966年9月28日期間播出，成為日本製作的首部正式的彩色電視連續性質動畫，全52集。

## 概要
一般認為本片是日本第一部國產彩色電視動畫，但早在本片播出半年前的1965年4月，就已有彩色製作的電視動畫《海豚王子》播出，不過因為該作僅有三集，且並未特別造成話題，因此一般評價均將本片視為日本首部正式的彩色電視連續性質動畫。後來並由美國NBC電視公司購入，以《Kimba the White Lion》片名在美國播映。1974年以《小白獅》譯名在香港播映，台灣則由台視以《小獅王》之名於1975年10月6日～1976年4月12日期間，播出美國版的中文配音版本，近年則曾於JET日本台播出重新改配中文的日本原版。台灣版授權DVD則以《小白獅王》譯名由勝利國際發行。本片直至1980年代初期，才引入中國大陸播出。臺灣東販代理原作漫畫版時，譯名則直譯為《森林大帝》。
贊助商三洋電機以「三洋彩色電視劇場」（劇場）時段成為本片的獨家提供廣告商，並兼有活用喚起消費者購買該公司所製造的彩色電視需求的功用。由於漫畫連載已早在10多年前出現，並處於電視動畫的黎明期，為了避免遭抨擊為當時所謂的「俗濫節目」，因此本作與《原子小金剛》同樣成為手塚漫畫中的「好孩子」形象代表。主角雷歐的理想主義獲得教育人士的支持，成為日本PTA全國協議會、教育者懇談會的推薦節目，並被選定為「節目優良委員會」的青少年導向推薦電視節目。本片並曾獲1966年第4屆電視記者會賞特別賞、1966年厚生省中央兒童文化財部会年間優秀電視影集第一名、1966年厚生大臣兒童福祉文化賞。
製作預算一集為250萬圓（當時），總額為一億兩千萬圓。鑒於並行播映的《原子小金剛》多以外包工作室方式製作，本片則是投入了虫內部的主軸工作人員，由內部社員來負責。但原作者手塚治虫本人則是完全不經手本片的相關製作，僅以原作者的立場定位，並未像《原子小金剛》、《三神奇》（W3）等作品般，投入實際製作的審核工作。這是當時企圖讓公司脫離赤字體質的虫董事穴見薫所推動的改革其中一環，因此採用了以製片人主導預算管理為基準的製作體制。
本片在2006年3月～5月，首次於日本的卡通頻道（Cartoon Network）重播，但其中第8集「瘋狂的雲」（きちがい雲）由於標題與日本現行電檢用語尺度抵觸而未能播出，後來播出時則改名為「蝗蟲的襲擊」（バッタの襲撃）。但DVD-BOX則仍以原本標題收錄，此集也收錄於單張精選集DVD「白色獅子篇」中。

## 角色
括號內為台視版譯名。
- 雷歐（金巴）：太田淑子
- 萊雅（奇蒂）：松尾佳子
- 邦加（西撒）：緑川稔
- 伊萊莎：
- 湯米：明石一
- 可可（波利）：田村錦人
- 曼迪（丹尼）：勝田久
- 多多：加藤精三
- 迪克：熊倉一雄
- 波：川久保潔
- 健一：関根信昭
- 瑪莉：山本嘉子
- 鬍子老爹：千葉順二

## 製作群
- 原作：手塚治虫
- 編劇：辻真先、雪室俊一、石郷岡豪、豊田有恒、安東穂夫（石郷岡豪的筆名）、五味明
- 演出：永島慎二、林重行、北野英明、勝井千賀雄、平田敏夫、正延宏三、瀬山義文、山本暎一　等
- 作画監督：勝井千賀雄
- 技術：清水達正
- 美術：伊藤信治
- 音響：田代敦巳
- 音樂：富田勲
- 指揮：森田吾一
- 錄音・効果：岩田廣一
- 剪輯：古川雅士
- 沖片：東洋現像所
- 資料製作：野崎欣宏
- 動物監修：小原秀雄
- 總監督：林重行（林太郎）
- 製片：山本暎一
- 製作担當：森柾（真崎守）
- 製作：、山本暎一

## 主題歌
- 片頭曲：（1965年12月1日發售）

作詞：石郷岡豪／作曲：富田勲／演唱：平野忠彦
平野忠彦另有以「三浦弘」名義所演唱的翻唱版本（為迴避當時所隸屬藤原歌劇團的合約之故）。
- 片尾曲：（1965年12月10日發售）

作詞：辻真先／作曲：富田勲／演唱：弘田三枝子
- 概念歌曲：

作詞・作曲：三木鶏郎／演唱：Duke Aces
用於三洋電機的贊助商告知，首播當時於片頭之後播出。
影像則為將歌詞自下而上捲動方式顯示的簡素畫面。
- 美國版主題歌（片頭、片尾兼用）：『Kimba the White Lion』

作詞‧作曲：Bill Giant、Bernie Baum、Florence Kaye／演唱：Bill Giant
美國版的片頭為沿用日本版片尾畫面，但因應歌曲長度而有所修剪。
1997年民視播出時也是此版本。
- 台灣台視首播版主題歌：『小獅王』

作詞：不詳／作曲：Bill Giant、Bernie Baum、Florence Kaye
為Bill Giant演唱的美國版主題歌「Kimba the White Lion」中文翻唱版本，演唱者不詳（為男性）。
歌詞：|  | 金巴（金巴） 金巴（金巴） 金巴每天奔跑在那原野上（原野上） 非洲森林就是他的家 他是弱小善良動物的希望（的希望） 我們大家都很喜愛他 金巴每天奔跑在那原野上（原野上） 非洲森林就是他的家 他是弱小善良動物的希望（的希望） 我們大家都很喜愛他 |

## 得獎經歷
- 1967年
  - 厚生省中央児童文化財部会年間優秀テレビ映画第1位
  - フジテレビ編成局長賞
  - 厚生大臣児童福祉文化賞
  - 第4回テレビ記者会賞特別賞受賞

## 電影版
1966年7月31日於東寶系院線上映，片長75分鐘。但本作的推出原因，卻是原本預定應該在當時上映的新作電影版《原子小金剛》連劇本都尚未寫好，故而採取的緊急備案。全片內容以電視版第1、41集為中心，並加入第2、4、6、8、10、13、14、20、34、35集的部分畫面重新剪輯而成。電視版製作時由於考量到以海外輸出為主而產生了制約，必須以一集完結的單元性方式敘事，但電影版則巧妙的成功構築出單一主線敘事的劇情架構。
全片並採取重新配音，但片中使用第41集畫面的部分，由於與電視版播出時間相近，於是採取了為電影版先行錄音，經剪輯之後再沿用於電視版的特殊個案方式處理。
當時的併映作品，為東寶製作的怪獸特攝電影《地底大怪獸》（フランケンシュタインの怪獣　サンダ対ガイラ）。
本片曾獲1967年第19屆威尼斯影展的兒童電影聖馬可銀獅獎。

### 製作群
- 原作：手塚治虫
- 演出：林重行、永島慎二、勝井千賀雄、瀬山義文、北野英明、平田敏夫
- 編劇：辻真先
- 原画：斉藤博、彦根範夫、赤堀幹治、上口照人、正延宏三、林政行、内田有紀彦、坂口尚三、石井元明
- 音樂：冨田勲
- 錄音‧効果：岩田廣一
- 演奏：森田吾一
- 音響：田代敦巳
- 技術：清水達正
- 特殊技術：安田隆亘
- 剪輯：古川雅士
- 沖片：東洋現像所
- 作画技術：沢井裕之
- 背景：鈴木森繁
- 動画：沼本清海（チーフ）、進藤満尾、杉野昭夫、良知由敬、上梨壹也、神宮慧、小川隆雄、猿山二郎、西村宏、溝上憲司、木内真文、新田雅利、牛越和夫、川端宏、荒木伸吾、金山明博、白畠豊彦、新田敏夫、内海武雄、若林常夫、三浦晃志、樋口雅一、岡崎邦彦、山田和夫
- 描線：鶴田淑子
- 上色：松本双葉
- 美術：伊藤信治、八村博也、阿部幸次、吉原一輔、大野静子
- 資料：野崎欣宏
- 動物監修：小原秀雄
- 制作担当：‧
- 進行：小山暉、八幡正、岩崎正美、茂木聰一、金村吉男、安達登
- 導演：山本暎一

## 漫畫版
原作者手塚治虫本人的漫畫雖然早自1950年就開始連載，但配合動畫播出，手塚仍另於小学館兒童雜誌《幼稚園》、《小学一年生》至《小学四年生》的1965年10月號～1966年12月號期間連載漫畫版本。另外在動畫推出之前，還曾於《幼稚園》、《小学一年生》的1965年4月～9月號期間，以《小雷歐》（レオちゃん）為名連載。

## 外部連結
- 本片DVD官方網頁 （页面存档备份，存于）（日語）
- 手塚治虫官網内作品介紹頁（漫畫版） （页面存档备份，存于）（日語）
- 手塚治虫官網内作品介紹頁（動畫版） （页面存档备份，存于）（日語）